# Buteo auguralis
El busardo cuellirrojo (Buteo auguralis) es una especie de ave accipitriforme de la familia Accipitridae.
Esta ave es muy común en las regiones abiertas de todo el oeste y centro de África y el Sahel. Su hábitat natural son los bosques secos de tierras bajas y sabanas.